# Angelo Comastri
Angelo Comastri   (Sorano, 17 de setembre de 1943) és un clergue italià de l'Església Catòlica. És l'actual President de la Fàbrica de Sant Pere, Arxipreste de la Basílica de Sant Pere i de la vil·la pontifícia de Castel Gandolfo; i Vicari General de Sa Santedat per l'Estat de la Ciutat del Vaticà. Abans havia estat Arquebisbe de Massa Marittima-Piombino (1990-1994) i Prelat Territorial de Loreto (1996-2005). Va ser creat cardenal el 2007.

## Biografia
Comastri va néixer a Sorano, fill de Fernando i Beneria Comastri. Va rebre la seva educació inicial a les escoles de la seva ciutat, estudiant després al seminari de Pitigliano i al Seminari Regional de "S. Maria della Quercia" a Viterbo. Continuà els seus estudis a Roma, a la Universitat Pontifícia Lateranense, aconseguint una llicenciatura en Teologia Sagrada i al Seminari Pontifici Romà. L'11 de març de 1967 va ser ordenat prevere pel bisbe Luigi Boccadoro.
Comastri serví com a vice-rector del seminari menor de Pitigliano i, paral·lelament, realitzà tasca pastoral a la parròquia de Sant Quirico. Posteriorment va ser destinat a la Cúria Romana, esdevenint funcionari de la Sagrada Congregació Consistorials. Serví com a director espiritual del Seminari Menor Pontifici i com a capellà de les presons romanes abans de tornar a la diòcesi de Pitigliano, on esdevindria rector del seminari el 1971. El 1979 va ser nomenat rector de la parròquia de S. Stephano Protomartire de Porto Santo Stefano. També era membre del col·legi diocesà de consultors, i serví com a delegat episcopal dels seminaristes residents fora de la diòcesi i de professor de religió a l'Institut Professional per a Activitats Marítimes de Porto Santo Stefano.
El 25 de juliol de 1990, Comastri va ser nomenat Arquebisbe de Massa Marittima-Piombino pel papa Joan Pau II. Va rebre la consagració episcopal el 12 de setembre del cardenal Bernardin Gantin, amb l'arquebisbe Gaetano Bonicelli i el bisbe Eugenio Binini com a co-consagradors, a la parròquia de S. Stefano Protomartire. Dimití com a bisbe el 3 de març de 1994 per motius de salut. Després de la seva recuperació, va ser nomenat president del Comitè Nacional Italià pel Jubileu de l'Any 2000 i posat al capdavant del Centre Nacional per les Vocacions de la Conferència Episcopal Italiana.
Comastri va ser nomenat Prelat Territorial de la Prelatura territorial de Loreto, amb el títol personal d'Arquebisbe, el 9 de novembre de 1996. El 5 de febrer de 2005 va ser nomenat president de la Fàbrica de Sant Pere i arxipreste coadjutor de la Basílica de Sant Pere. Predicà els exercicis espirituals de Quaresma per a Joan Pau II i per la Cúria i redactà les meditacions del Via Crucis presidit pel cardenal Ratzinger al Colosseu el Divendres Sant del 2005. En retirar-se el cardenal Francesco Marchisano, Comastri el succeí com a Arxipreste de la Basílica de Sant Pere el 31 d'octubre de 2006.
El Papa Benet XVI el creà Cardenal diaca de San Salvatore in Lauro al consistori del 24 de novembre de 2007. A més de les seves tasques, també serveix com a vicepresident de l'Acadèmia Pontifícia de la Immacolata i com a membre de la Congregació per a les Causes dels Sants. Comastri participà en el conclave que elegí el Papa Francesc el 2013. Segueix sent elegible en qualsevol conclave que se celebri abans del seu 80è aniversari, el 17 de setembre del 2023.

## Obres
- Lassù qualcuno ti ama, RnS
- Dal buio alla luce, RnS
- Via della croce di Cristo e del cristiano, Elledici (1983)
- Lo spirito Santo vi insegnerà così ogni cosa, Elledici (1985)
- Ascolta il tuo Dio. Preghiere per quattro settimane, Paoline Editoriale Libri (1987)
- Preghiamo con la Bibbia, Elledici (1987)
- Preghiera nella vita. Veglie di preghiera per comunità parrocchiali, gruppi ecclesiali e famiglie cristiane, EDB (1988)
- Il giorno del Signore, Paoline Editoriale Libri (1991)
- Testimoni dell'amore (1), Rogate (1995)
- Testimoni dell'amore (2), Rogate (1996)
- Maria insegnaci il tuo sì!, Edizioni Monfortane (1998)
- Tu sei Trinità, Paoline Editoriale Libri (1999)
- Predicate la buona notizia! Meditazioni sulle letture dei giorni festivi per sacerdoti e laici. Ciclo C, Elledici (2000)
- Mi sono innamorato di Dio. Ernesto Olivero, Città Nuova (2000)
- Apocalisse. Un libro che interpreta il presente, EMP (2000)
- Il santuario. Luogo di incontro con l'infinito, Grafitalica (2000)
- Predicate la buona notizia! Meditazioni sulle letture dei giorni festivi per sacerdoti e laici. Ciclo A, Elledici (2001)
- Santi dei nostri giorni, EMP (2001)
- Predicate la buona notizia! Meditazioni sulle letture dei giorni festivi per sacerdoti e laici. Ciclo B, Elledici (2002)
- La firma di Dio, San Paolo Edizioni (2002)
- Dov'è il tuo Dio? Storie di conversioni nel XX secolo, San Paolo Edizioni (2003)
- Madre Teresa. Una goccia d'acqua pulita! Paoline Editoriale Libri (2003)
- Dio è amore. Esercizi spirituali predicati a Giovanni Paolo II e alla curia romana, San Paolo Edizioni (2003)
- Messaggio alla diocesi di Bari-Bitonto per il Congresso eucaristico nazionale (Bari, 21-29 maggio 2005), ECUMENICA (2004)
- Come andremo a finire? Indagine sul futuro dell'uomo e del mondo, San Paolo Edizioni (2004)
- Signore, insegnaci a pregare, Tau (2005)
- Prepara la culla: è Natale!, San Paolo Edizioni (2005)
- Non uccidete la libertà!, San Paolo Edizioni (2005)
- Nel buio brillano le stelle, San Paolo Edizioni (2005)
- Dio è padre, Paoline Editoriale Libri (2005)
- Santi dei nostri giorni, EMP (2006)
- Gli innamorati di Dio. Ernesto Olivero «raccontato» da Francesco d'Assisi, Città Nuova (2006)
- Via crucis al Colosseo con Benedetto XVI, Libreria Editrice Vaticana (2006)
- La Madonna non è un optional, Tau (2006)
- Non dimenticare la tua mamma, Cantagalli (2006)
- Vi racconto il Concilio con le parole di Giovanni Paolo II e di Benedetto XVI, Libreria Editrice Vaticana (2006)
- Prega e sarai felice!, San Paolo Edizioni (2006)
- L'angelo mi disse. Autobiografia di Maria, San Paolo Edizioni (2007)
- Gesù...e se fosse tutto vero?, San Paolo Edizioni (2008)
- Ti chiamerai Pietro. Autobiografia del primo papa, San Paolo Edizioni (2009)
- Donarsi è l'unico guadagno! Per riscoprire la bellezza della vocazione al sarcerdozio e alla vita consacrata, San Paolo Edizioni (2010)
- Nelle mani di Dio, San Paolo Edizioni (2010)